# Pat Hennen
Pat Hennen (ur. 27 kwietnia 1953 w Phoenix, zm. 7 kwietnia 2024) – amerykański kierowca motocyklowy.
Jest pierwszym w historii motocyklistą amerykańskim, który wygrał wyścig motocyklowych mistrzostw świata w klasie 500 cm podczas Motocyklowego Grand Prix Finlandii w 1976.
Pat Hennen mieszka w Kalifornii i został wprowadzony do Motorcycle Hall of Fame przez AMA w 2007 roku.

## Poszczególne wyścigi
| Sezon | Klasa   | Zespół | Wyniki w poszczególnych eliminacjach | Wyniki w poszczególnych eliminacjach | Wyniki w poszczególnych eliminacjach | Wyniki w poszczególnych eliminacjach | Wyniki w poszczególnych eliminacjach | Wyniki w poszczególnych eliminacjach | Wyniki w poszczególnych eliminacjach | Wyniki w poszczególnych eliminacjach | Wyniki w poszczególnych eliminacjach | Wyniki w poszczególnych eliminacjach | Wyniki w poszczególnych eliminacjach | Punkty | Pozycja |
| Sezon | Klasa   | Zespół | FRA                                  | AUT                                  | ITA                                  | IMN                                  | NLD                                  | BEL                                  | SWE                                  | FIN                                  | CZE                                  | DEU                                  |                                      | Punkty | Pozycja |
| ----- | ------- | ------ | ------------------------------------ | ------------------------------------ | ------------------------------------ | ------------------------------------ | ------------------------------------ | ------------------------------------ | ------------------------------------ | ------------------------------------ | ------------------------------------ | ------------------------------------ | ------------------------------------ | ------ | ------- |
| 1976  | 500 cm³ | Suzuki | -                                    | -                                    | 5                                    | -                                    | 2                                    | 8                                    | -                                    | 1                                    | -                                    | 3                                    |                                      | 46     | 3       |
| Sezon | Klasa   | Zespół | VEN                                  | AUT                                  | DEU                                  | ITA                                  | FRA                                  | NLD                                  | BEL                                  | SWE                                  | FIN                                  | CZE                                  | GBR                                  | Punkty | Pozycja |
| 1977  | 500 cm³ | Suzuki | 3                                    | -                                    | 2                                    | -                                    | 10                                   | 3                                    | 3                                    | 10                                   | -                                    | 4                                    | 1                                    | 67     | 3       |
| Sezon | Klasa   | Zespół | VEN                                  | ESP                                  | AUT                                  | FRA                                  | ITA                                  | NLD                                  | BEL                                  | SWE                                  | FIN                                  | GBR                                  | DEU                                  | Punkty | Pozycja |
| 1978  | 500 cm³ | Suzuki | 2                                    | 1                                    | -                                    | 2                                    | 2                                    | -                                    | -                                    | -                                    | -                                    | -                                    | -                                    | 51     | 6       |